# Levier

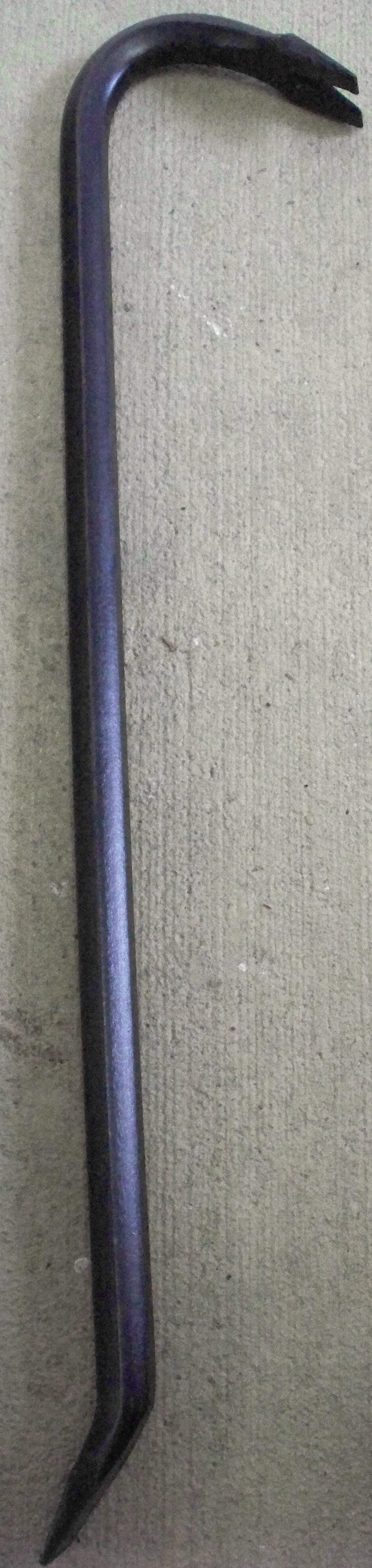
Levier

Levierul sau Ranga este o bară rigidă, îndoită în jurul unui punct de sprijin, care servește pentru a mișca sau a ridica greutăți. De obicei la capătul scurt al levierului este o întredeschizătură îngustă ce permite apucarea și scoaterea cuielor bătute într-un material cum ar fi lemnul.

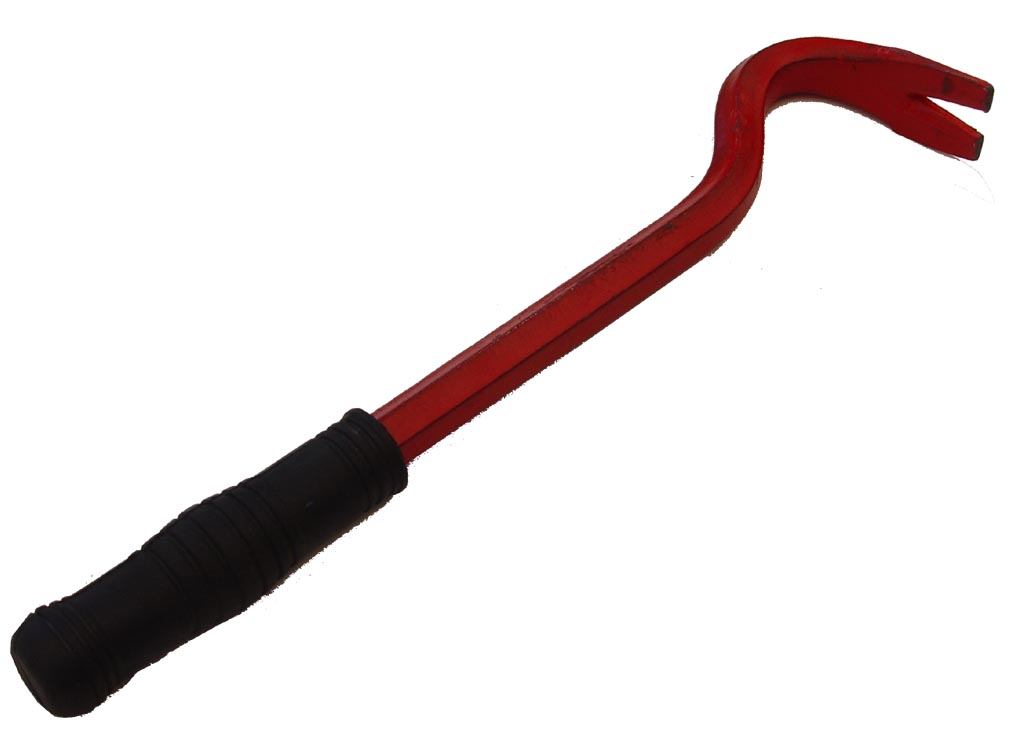
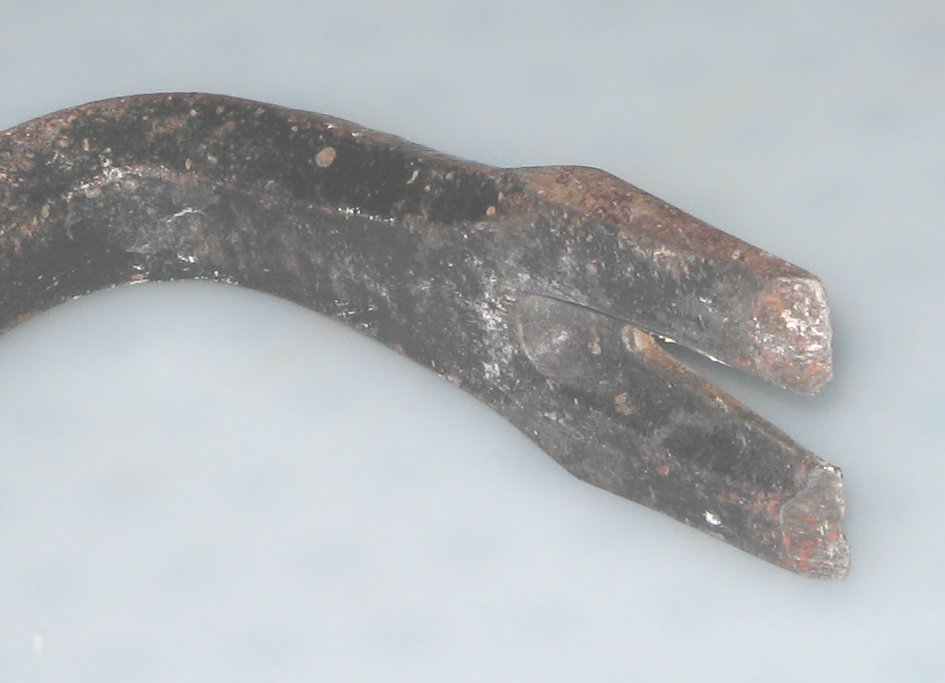